# Specie di Lycosidae (F-O)
Di seguito sono descritte tutte le specie della famiglia di ragni Lycosidae, i cui generi cominciano dalla lettera F alla lettera O, note al 20 luglio 2017.

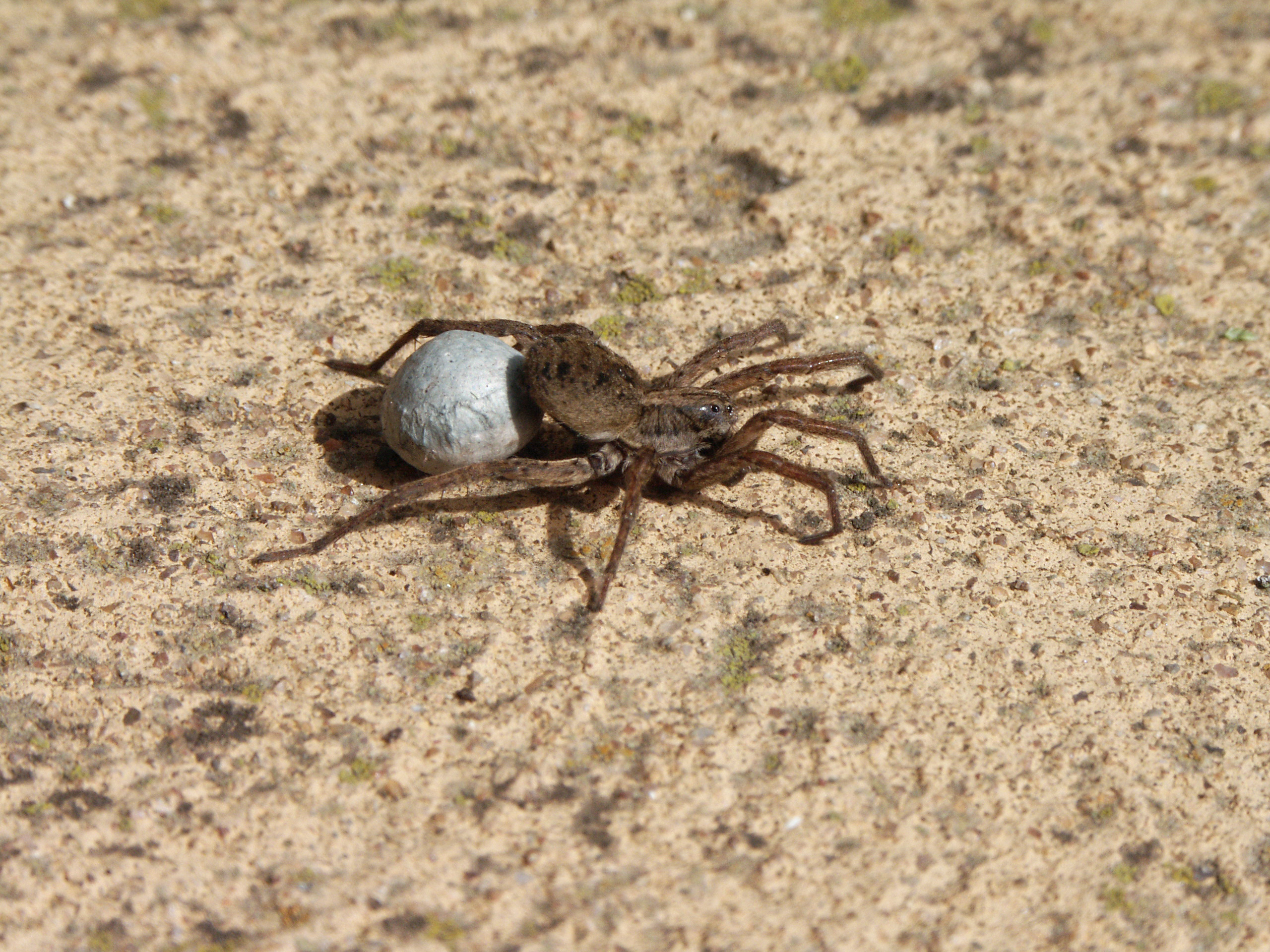
ragno-lupo con sacco ovigero

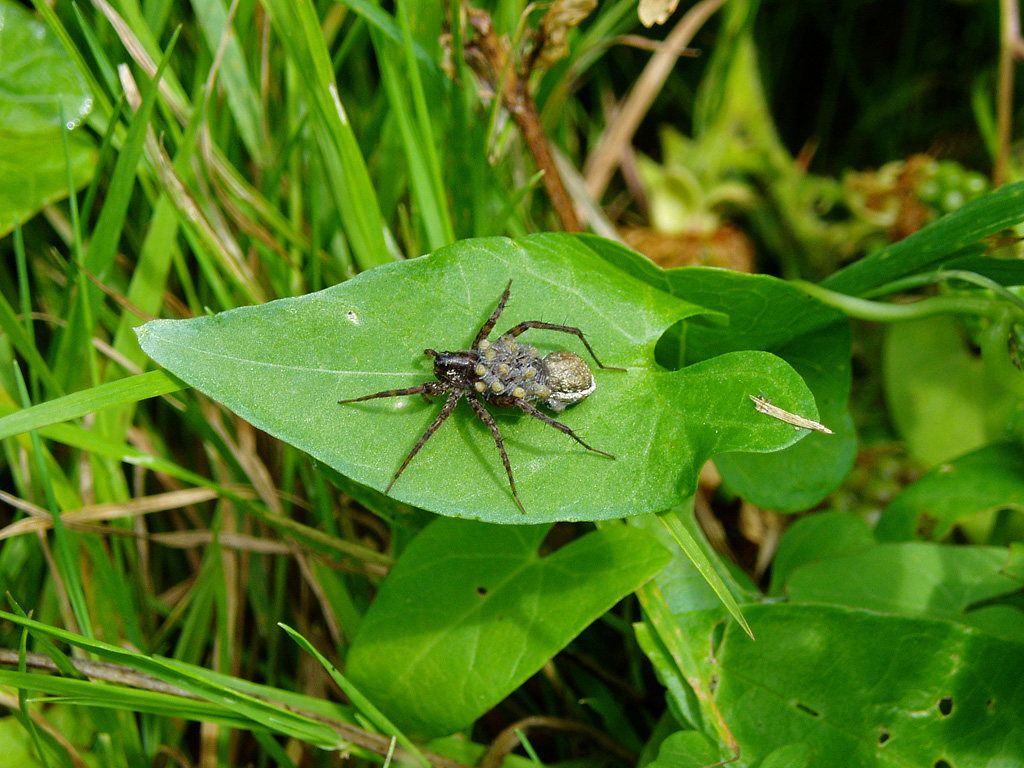
ragno-lupo con piccoli

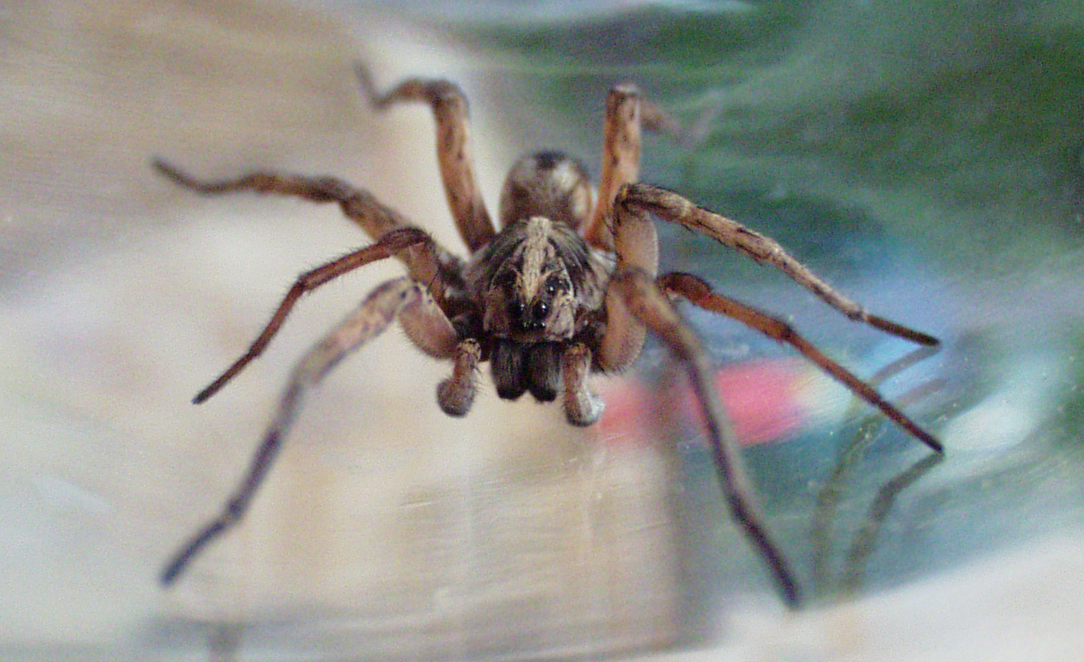
Hogna sp.

## Foveosa
Foveosa Russell-Smith, Alderweireldt & Jocqué, 2007
1. Foveosa adunca Russell-Smith, Alderweireldt & Jocqué, 2007 — Sudafrica
2. Foveosa albicapillis Russell-Smith, Alderweireldt & Jocqué, 2007 — Africa occidentale
3. Foveosa foveolata (Purcell, 1903)[2] — Africa centrale, orientale e meridionale
4. Foveosa infuscata Russell-Smith, Alderweireldt & Jocqué, 2007 — Nigeria, Ghana, Costa d'Avorio
5. Foveosa tintinabulum Russell-Smith, Alderweireldt & Jocqué, 2007 — Congo, Kenya

## Geolycosa
Geolycosa Montgomery, 1904
1. Geolycosa aballicola (Strand, 1906) — Etiopia
2. Geolycosa albimarginata (Badcock, 1932) — Paraguay
3. Geolycosa appetens Roewer, 1960 — Namibia
4. Geolycosa ashantica (Strand, 1916) — Ghana
5. Geolycosa atroscopulata Roewer, 1955 — Iran
6. Geolycosa atrosellata Roewer, 1960 — Congo
7. Geolycosa bridarollii (Mello-Leitão, 1945) — Argentina
8. Geolycosa buyebalana Roewer, 1960 — Congo
9. Geolycosa carli (Reimoser, 1934) — India
10. Geolycosa charitonovi (Mcheidze, 1997) — Russia, Abkhazia, Georgia, Azerbaigian, India ?
11. Geolycosa conspersa (Thorell, 1877) — Myanmar, Borneo, Celebes (Indonesia)
12. Geolycosa cyrenaica (Simon, 1908) — Africa settentrionale
13. Geolycosa diffusa Roewer, 1960 — Camerun
14. Geolycosa disposita Roewer, 1960 — Angola
15. Geolycosa diversa Roewer, 1960 — Ruanda
16. Geolycosa domifex (Hancock, 1899) — USA, Canada
17. Geolycosa dunini Zyuzin & Logunov, 2000 — Georgia, Armenia, Azerbaigian
18. Geolycosa egena (L. Koch, 1877) — Queensland (Australia)
19. Geolycosa escambiensis Wallace, 1942 — USA
20. Geolycosa excussa (Tullgren, 1905) — Bolivia, Argentina
21. Geolycosa fatifera (Hentz, 1842) — USA
22. Geolycosa festina (L. Koch, 1877) — Queensland (Australia)
23. Geolycosa flavichelis Roewer, 1955 — Iran
24. Geolycosa forsaythi (Dahl, 1908) — Arcipelago delle Bismarck (Papua Nuova Guinea)
25. Geolycosa gaerdesi Roewer, 1960 — Namibia
26. Geolycosa gofensis (Strand, 1906) — Africa centrale
27. Geolycosa gosoga (Chamberlin, 1925) — USA
28. Geolycosa habilis Roewer, 1960 — Congo, Africa orientale
29. Geolycosa hectoria (Pocock, 1900) — Sudafrica
30. Geolycosa hubbelli Wallace, 1942 — USA
31. Geolycosa hyltonscottae (Mello-Leitão, 1941) — Argentina
32. Geolycosa impudica (Mello-Leitão, 1944) — Argentina
33. Geolycosa incertula (Mello-Leitão, 1941) — Argentina
34. Geolycosa infensa (L. Koch, 1877) — Queensland (Australia), Nuovo Galles del Sud (Australia)
35. Geolycosa insulata (Mello-Leitão, 1944) — Argentina
36. Geolycosa ituricola (Strand, 1913) — Africa centrale
37. Geolycosa katekeana Roewer, 1960 — Congo
38. Geolycosa kijabica (Strand, 1916) — Africa orientale
39. Geolycosa lancearia (Mello-Leitão, 1940) — Argentina
40. Geolycosa latifrons Montgomery[2] — USA
41. Geolycosa liberiana Roewer, 1960 — Liberia
42. Geolycosa lindneri (Karsch, 1879) — Africa occidentale e centrale
43. Geolycosa lusingana (Roewer, 1959) — Congo
44. Geolycosa micanopy Wallace, 1942 — USA
45. Geolycosa minor (Simon, 1910) — Bioko (Golfo di Guinea)
46. Geolycosa missouriensis (Banks, 1895) — USA, Canada
47. Geolycosa natalensis Roewer, 1960 — Sudafrica
48. Geolycosa nolotthensis (Simon, 1910) — Namibia, Sudafrica
49. Geolycosa nossibeensis (Strand, 1907) — Madagascar
50. Geolycosa ornatipes (Bryant, 1935) — USA
51. Geolycosa patellonigra Wallace, 1942 — USA
52. Geolycosa pikei (Marx, 1881) — USA
53. Geolycosa rafaelana (Chamberlin, 1928) — USA
54. Geolycosa raptatorides (Strand, 1909) — Uruguay
55. Geolycosa riograndae Wallace, 1942 — USA
56. Geolycosa rogersi Wallace, 1942 — USA
57. Geolycosa rubrotaeniata (Keyserling, 1877) — Colombia
58. Geolycosa rufibarbis (Mello-Leitão, 1947) — Brasile
59. Geolycosa sangilia (Roewer, 1955) — Colombia
60. Geolycosa schulzi (Dahl, 1908) — Arcipelago delle Bismarck (Papua Nuova Guinea)
61. Geolycosa sexmaculata Roewer, 1960 — Afghanistan
62. Geolycosa shinkuluna Roewer, 1960 — Congo
63. Geolycosa suahela (Strand, 1913) — Africa centrale e orientale
64. Geolycosa subvittata (Pocock, 1900) — Sudafrica
65. Geolycosa tangana (Roewer, 1959) — Tanzania
66. Geolycosa ternetzi (Mello-Leitão, 1939) — Paraguay
67. Geolycosa timorensis (Thorell, 1881) — Timor
68. Geolycosa togonia Roewer, 1960 — Togo
69. Geolycosa turricola (Treat, 1880) — USA
70. Geolycosa uinticolens (Chamberlin, 1936) — USA
71. Geolycosa uruguayaca (Strand, 1909) — Uruguay
72. Geolycosa vultuosa (C. L. Koch, 1838) — dall'Europa sudorientale all'Asia centrale
73. Geolycosa wrighti (Emerton, 1912) — USA, Canada
74. Geolycosa xera McCrone, 1963 — USA
  - Geolycosa xera archboldi McCrone, 1963 — USA

## Gladicosa
Gladicosa Brady, 1987
1. Gladicosa bellamyi (Gertsch & Wallace, 1937) — USA
2. Gladicosa euepigynata (Montgomery, 1904) — USA
3. Gladicosa gulosa (Walckenaer, 1837)[2] — USA, Canada
4. Gladicosa huberti (Chamberlin, 1924) — USA
5. Gladicosa pulchra (Keyserling, 1877) — USA

## Gnatholycosa
Gnatholycosa Mello-Leitão, 1940
- Gnatholycosa spinipalpis Mello-Leitão, 1940[2] — Argentina

## Gulocosa
Gulocosa Marusik, Omelko & Koponen, 2015
- Gulocosa eskovi Marusik, Omelko & Koponen, 2015[2] - Russia

## Hesperocosa
Hesperocosa Gertsch & Wallace, 1937
- Hesperocosa unica (Gertsch & Wallace, 1935)[2] — USA

## Hippasa
Hippasa Simon, 1885
1. Hippasa affinis Lessert, 1933 — Angola
2. Hippasa afghana Roewer, 1960 — Afghanistan
3. Hippasa agelenoides (Simon, 1884)[2] — dall'India a Taiwan
4. Hippasa albopunctata Thorell, 1899 — Camerun, Costa d'Avorio
5. Hippasa australis Lawrence, 1927 — Africa meridionale
6. Hippasa bifasciata Buchar, 1997 — Bhutan
7. Hippasa brechti Alderweireldt & Jocqué, 2005 — Costa d'Avorio, Togo
8. Hippasa charamaensis Gajbe, 2004 — India
9. Hippasa cinerea Simon, 1898 — Africa
10. Hippasa decemnotata Simon, 1910 — Africa occidentale
11. Hippasa elienae Alderweireldt & Jocqué, 2005 — Tanzania
12. Hippasa fabreae Gajbe & Gajbe, 1999 — India
13. Hippasa flavicoma Caporiacco, 1935 — Karakorum
14. Hippasa funerea Lessert, 1925 — Africa meridionale
15. Hippasa greenalliae (Blackwall, 1867) — India, Sri Lanka, Cina
16. Hippasa hansae Gajbe & Gajbe, 1999 — India
17. Hippasa haryanensis Arora & Monga, 1994 — India
18. Hippasa himalayensis Gravely, 1924 — India
19. Hippasa holmerae Thorell, 1895 — dall'India alle Filippine
  - Hippasa holmerae sundaica Thorell, 1895 — Singapore
20. Hippasa innesi Simon, 1889 — Egitto
21. Hippasa lamtoensis Dresco, 1981 — Costa d'Avorio
22. Hippasa lingxianensis Yin & Wang, 1980 — Cina, Giappone
23. Hippasa loeffleri (Roewer, 1955) — Iran
24. Hippasa loundesi Gravely, 1924 — India
25. Hippasa lycosina Pocock, 1900 — India, Cina
26. Hippasa madhuae Tikader & Malhotra, 1980 — India
27. Hippasa madraspatana Gravely, 1924 — India
28. Hippasa marginata Roewer, 1960 — Camerun
29. Hippasa olivacea (Thorell, 1887) — Myanmar, India
30. Hippasa partita (O. P.-Cambridge, 1876) — dall'Egitto all'India, Asia centrale
31. Hippasa pisaurina Pocock, 1900 — Iraq, India, Pakistan
32. Hippasa simoni (Thorell, 1887) — Myanmar
33. Hippasa sinai Alderweireldt & Jocqué, 2005 — Egitto, Arabia Saudita
34. Hippasa sinsiloides  Barrion, Barrion-Dupo & Heong, 2013 — Cina
35. Hippasa valiveruensis Patel & Reddy, 1993 — India
36. Hippasa wigglesworthi Gajbe & Gajbe, 1999 — India

## Hippasella
Hippasella Mello-Leitão, 1944
1. Hippasella alhue Piacentini, 2011 — Argentina
2. Hippasella arapensis (Strand, 1908) — Perù
3. Hippasella guaquiensis (Strand, 1908)[2] — Perù, Bolivia, Argentina

## Hoggicosa
Hoggicosa Roewer, 1960
1. Hoggicosa alfi Langlands & Framenau, 2010 — Australia
2. Hoggicosa bicolor (Hogg, 1906) — Australia
3. Hoggicosa brennani Langlands & Framenau, 2010 — Australia
4. Hoggicosa castanea (Hogg, 1906)[2] — Australia
5. Hoggicosa duracki (McKay, 1975) — Australia occidentale
6. Hoggicosa forresti (McKay, 1973) — Australia occidentale e meridionale
7. Hoggicosa natashae Langlands & Framenau, 2010 — Queensland, Nuovo Galles del Sud, Australia meridionale
8. Hoggicosa snelli (McKay, 1975) — Australia occidentale
9. Hoggicosa storri (McKay, 1973) — Australia occidentale
10. Hoggicosa wolodymyri Langlands & Framenau, 2010 — Australia

## Hogna
Hogna Simon, 1885
1. Hogna adjacens Roewer, 1959 — Africa meridionale
2. Hogna afghana (Roewer, 1960) — Afghanistan
3. Hogna agadira (Roewer, 1960) — Marocco
4. Hogna albemarlensis (Banks, 1902) — Isole Galapagos
5. Hogna alexandria (Roewer, 1960) — Egitto
6. Hogna alticeps (Kroneberg, 1875) — Asia centrale
7. Hogna ammophila (Wallace, 1942) — USA
8. Hogna andreinii Reimoser, 1937 — Etiopia
9. Hogna angusta (Tullgren, 1901) — USA
10. Hogna antelucana (Montgomery, 1904) — USA
11. Hogna antiguiana Roewer, 1955 — Antigua
12. Hogna archaeologica (Chamberlin, 1925) — Messico
13. Hogna argentinensis (Mello-Leitão, 1941) — Argentina
14. Hogna atramentata (Karsch, 1879) — Africa centrale e orientale
15. Hogna auricoma (Keyserling, 1891) — Brasile
16. Hogna badia (Keyserling, 1877) — Cuba, America centrale
17. Hogna balearica (Thorell, 1873) — Isole Baleari
18. Hogna baliana Roewer, 1959 — Camerun
19. Hogna baltimoriana (Keyserling, 1877) — USA, Canada
20. Hogna bellatrix (L. Koch, 1865) — Australia
21. Hogna beniana (Strand, 1913) — Africa centrale e orientale
22. Hogna bergsoei (Thorell, 1875) — Russia, Asia centrale
23. Hogna bhougavia Roewer, 1960 — Afghanistan
24. Hogna bicoloripes (Roewer, 1960) — Camerun
25. Hogna bimaculata (Purcell, 1903) — Sudafrica
26. Hogna birabenae (Mello-Leitão, 1941) — Argentina
27. Hogna biscoitoi Wunderlich, 1992 — Madeira
28. Hogna bivittata (Mello-Leitão, 1939) — Argentina
29. Hogna bonifacioi Barrion & Litsinger, 1995 — Filippine
30. Hogna bottegoi Caporiacco, 1940 — Etiopia
31. Hogna bowonglangi (Merian, 1911) — Celebes (Indonesia)
32. Hogna brevitarsis (F. O. P.-Cambridge, 1902) — dal Messico al Panama
33. Hogna brunnea (Bösenberg, 1895) — Isole Canarie
34. Hogna bruta (Karsch, 1880) — Polinesia
35. Hogna burti (Hickman, 1944) — Australia meridionale
36. Hogna canariana (Roewer, 1960) — Isole Canarie
37. Hogna carolinensis (Walckenaer, 1805) — USA, Messico
38. Hogna chickeringi (Chamberlin & Ivie, 1936) — Panama
39. Hogna cinica (Tongiorgi, 1977) — Isola di Sant'Elena
40. Hogna coloradensis (Banks, 1894) — USA, Messico
41. Hogna colosii (Caporiacco, 1947) — Guyana
42. Hogna commota (Gertsch, 1934) — Colombia
43. Hogna conspersa (L. Koch, 1882) — isole Baleari
44. Hogna constricta (F. O. P.-Cambridge, 1902) — Guatemala
45. Hogna cosquin (Mello-Leitão, 1941) — Argentina
46. Hogna crispipes L. Koch, 1877 — Australia, Nuova Guinea, Nuove Ebridi, Polinesia, Nuova Zelanda, Isole Norfolk
47. Hogna dauana Roewer, 1959 — Etiopia
48. Hogna defucata Roewer, 1959 — Congo
49. Hogna denisi Roewer, 1959 — Sudafrica
50. Hogna deweti Roewer, 1959 — Sudafrica
51. Hogna diyari Framenau, Gotch & Austin, 2006 — Queensland (Australia), Nuovo Galles del Sud (Australia), Australia meridionale
52. Hogna duala Roewer, 1959 — Camerun
53. Hogna efformata Roewer, 1959 — Namibia
54. Hogna electa Roewer, 1959 — Tanzania
55. Hogna enecens Roewer, 1959 — Kenya
56. Hogna ericeticola (Wallace, 1942) — USA
57. Hogna espanola Baert e Maelfait, 2008 — isole Galapagos
58. Hogna estrix Roewer, 1959 — Namibia
59. Hogna etoshana Roewer, 1959 — Namibia
60. Hogna exigua (Roewer, 1960) — Namibia
61. Hogna exsiccatella (Strand, 1916) — Guatemala
62. Hogna felina (L. Koch, 1878) — Azerbaigian
63. Hogna ferocella (Strand, 1916) — Isole Canarie
64. Hogna ferox (Lucas, 1838) — Isole Canarie, Mediterraneo
65. Hogna filicum (Karsch, 1880) — Polinesia
66. Hogna flava Roewer, 1959 — Namibia
67. Hogna forsteri Caporiacco, 1955 — Venezuela
68. Hogna fraissei (L. Koch, 1882) — Maiorca
69. Hogna frondicola (Emerton, 1885) — USA, Canada
70. Hogna furva (Thorell, 1899) — Camerun, Sierra Leone, Bioko (Golfo di Guinea)
  - Hogna furva cingulipes (Simon, 1910) — Isola Annobòn (Golfo di Guinea)
71. Hogna furvescens (Simon, 1910) — Botswana
72. Hogna gabonensis Roewer, 1959 — Gabon
73. Hogna galapagoensis (Banks, 1902) — Isole Galapagos
74. Hogna graeca (Roewer, 1951) — Grecia
75. Hogna gratiosa Roewer, 1959 — Zanzibar
76. Hogna grazianii (Caporiacco, 1939) — Etiopia
77. Hogna gumia (Petrunkevitch, 1911) — Bolivia
78. Hogna guttatula (F. O. P.-Cambridge, 1902) — Messico
79. Hogna hawaiiensis (Simon, 1899) — Hawaii
80. Hogna heeri (Thorell, 1875) — Madeira
81. Hogna hendrickxi Baert & Maelfait, 2008 — isole Galapagos
82. Hogna hereroana (Roewer, 1960) — Namibia
83. Hogna hibernalis (Strand, 1906) — Etiopia
84. Hogna hickmani Caporiacco, 1955 — Venezuela
85. Hogna himalayensis (Gravely, 1924) — India, Bhutan, Cina
86. Hogna hippasimorpha (Strand, 1913) — Africa centrale
87. Hogna idonea Roewer, 1959 — Sudafrica
88. Hogna indefinida (Mello-Leitão, 1941) — Argentina
89. Hogna inexorabilis (O. P.-Cambridge, 1869) — Isola di Sant'Elena
90. Hogna infulata Roewer, 1959 — Sudafrica
91. Hogna ingens (Blackwall, 1857) — Madeira
92. Hogna inhambania Roewer, 1955 — Mozambico
93. Hogna inominata (Simon, 1886) — Thailandia
94. Hogna inops (Thorell, 1890) — Sumatra, Borneo, Celebes (Indonesia)
95. Hogna insulana (L. Koch, 1882) — Maiorca
96. Hogna insularum (Kulczyński, 1899) — Madeira
97. Hogna interrita Roewer, 1959 — Zimbabwe
98. Hogna irascibilis (O. P.-Cambridge, 1885) — Turkmenistan
99. Hogna irumua (Strand, 1913) — Africa centrale
100. Hogna jacquesbreli Baert & Maelfait, 2008 — isole Galapagos
101. Hogna jiafui Peng et al., 1997 — Cina
102. Hogna juanensis (Strand, 1907) — Mozambico
103. Hogna junco Baert & Maelfait, 2008 — isole Galapagos
104. Hogna kabwea Roewer, 1959 — Congo
105. Hogna kankunda Roewer, 1959 — Congo
106. Hogna karschi (Roewer, 1951) — São Tomé
107. Hogna kuyani Framenau, Gotch & Austin, 2006 — Australia
108. Hogna labrea (Chamberlin & Ivie, 1942) — USA
109. Hogna lacertosa (L. Koch, 1877) — Australia meridionale
110. Hogna lambarenensis (Simon, 1910) — Congo
111. Hogna landanae (Simon, 1877) — Africa occidentale, Angola
112. Hogna landanella Roewer, 1959 — Angola
113. Hogna lawrencei (Roewer, 1960) — Sudafrica
114. Hogna lenta (Hentz, 1844) — USA
115. Hogna leprieuri (Simon, 1876) — Algeria
116. Hogna leucocephala (L. Koch, 1879) — Russia
117. Hogna levis (Karsch, 1879) — Africa occidentale e centrale
118. Hogna liberiaca Roewer, 1959 — Liberia
119. Hogna ligata (O. P.-Cambridge, 1869) — Isola di Sant'Elena
120. Hogna likelikeae (Simon, 1900) — Hawaii
121. Hogna litigiosa Roewer, 1959 — Angola
122. Hogna longitarsis (F. O. P.-Cambridge, 1902) — Messico, Costa Rica, Panama
123. Hogna luctuosa (Mello-Leitão, 1947) — Brasile
124. Hogna luederitzi (Simon, 1910) — Namibia, Sudafrica
125. Hogna lufirana (Roewer, 1960) — Congo
126. Hogna lupina (Karsch, 1879) — Sri Lanka
127. Hogna maasi (Gertsch & Wallace, 1937) — Messico
128. Hogna mabwensis Roewer, 1959 — Congo
129. Hogna maderiana (Walckenaer, 1837) — Madeira
130. Hogna magnosepta (Guy, 1966) — Marocco
131. Hogna maheana Roewer, 1959 — Isole Seychelles
132. Hogna manicola (Strand, 1906) — Etiopia
133. Hogna maroccana (Roewer, 1960) — Marocco
134. Hogna maruana (Roewer, 1960) — Camerun
135. Hogna massaiensis (Roewer, 1960) — Tanzania
136. Hogna massauana Roewer, 1959 — Etiopia
137. Hogna maurusia (Simon, 1909) — Marocco
138. Hogna medellina (Strand, 1914) — Colombia
139. Hogna medica (Pocock, 1889) — Iran
140. Hogna miami (Wallace, 1942) — USA
141. Hogna migdilybs (Simon, 1886) — Senegal
142. Hogna morosina (Banks, 1909) — Costa Rica
143. Hogna munoiensis Roewer, 1959 — Congo
144. Hogna nairobia (Roewer, 1960) — Kenya
145. Hogna nefasta Tongiorgi, 1977 — Isola di Sant'Elena
146. Hogna nervosa (Keyserling, 1891) — Brasile
147. Hogna nigerrima (Roewer, 1960) — Tanzania
148. Hogna nigrichelis (Roewer, 1955) — Iran
149. Hogna nigrosecta (Mello-Leitão, 1940) — Brasile
150. Hogna nimia Roewer, 1959 — Tanzania
151. Hogna nonannulata Wunderlich, 1995 — Madeira
152. Hogna nychthemera (Bertkau, 1880) — Brasile
153. Hogna oaxacana (Gertsch & Wallace, 1937) — Messico
154. Hogna ocellata (L. Koch, 1878) — Azerbaigian
155. Hogna ocyalina (Simon, 1910) — Namibia
156. Hogna optabilis Roewer, 1959 — Congo
157. Hogna ornata (Perty, 1833) — Brasile
158. Hogna osceola (Gertsch & Wallace, 1937) — USA
159. Hogna otaviensis (Roewer, 1960) — Namibia
160. Hogna pardalina (Bertkau, 1880) — Brasile
161. Hogna parvagenitalia (Guy, 1966) — Isole Canarie
162. Hogna patens Roewer, 1959 — Zimbabwe
163. Hogna patricki (Purcell, 1903) — Africa meridionale
164. Hogna pauciguttata Roewer, 1959 — Mozambico
165. Hogna persimilis (Banks, 1898) — Messico
166. Hogna perspicua Roewer, 1959 — Etiopia
167. Hogna petersi (Karsch, 1878) — Mozambico
168. Hogna petiti (Simon, 1876) — Congo
169. Hogna placata Roewer, 1959 — Lesotho
170. Hogna planithoracis (Mello-Leitão, 1938) — Argentina
171. Hogna posticata (Banks, 1904) — USA
172. Hogna principum (Simon, 1910) — Principe (Golfo di Guinea)
173. Hogna propria Roewer, 1959 — Tanzania
174. Hogna proterva Roewer, 1959 — Congo
175. Hogna pseudoceratiola (Wallace, 1942) — USA
176. Hogna pseudoradiata (Guy, 1966) — probabilmente in Marocco
177. Hogna pulchella (Keyserling, 1877) — Colombia
178. Hogna pulla (Bösenberg & Lenz, 1895) — Africa orientale
179. Hogna pulloides (Strand, 1908) — Etiopia
180. Hogna radiata (Latreille, 1817)[2] — dall'Europa centrale all'Asia centrale, Africa centrale
  - Hogna radiata minor (Simon, 1876) — Mediterraneo
181. Hogna raffrayi (Simon, 1876) — Africa orientale, Zanzibar
182. Hogna reducta (Bryant, 1942) — Isole Vergini
183. Hogna reimoseri Roewer, 1959 — Etiopia
184. Hogna rizali Barrion & Litsinger, 1995 — Filippine
185. Hogna rubetra (Schenkel, 1963) — Cina
186. Hogna rubromandibulata (O. P.-Cambridge, 1885) — Yarkand (Cina), Karakorum
187. Hogna rufimanoides (Strand, 1908) — Perù, Bolivia
188. Hogna ruricolaris (Simon, 1910) — Botswana
189. Hogna sanctithomasi (Petrunkevitch, 1926) — Isola Saint Thomas (mar dei Caraibi)
190. Hogna sanctivincentii (Simon, 1897) — Isole Vergini, Isola Saint Vincent (mar dei Caraibi)
191. Hogna sanisabel (Strand, 1909) — Uruguay
192. Hogna sansibarensis (Strand, 1907) — Zanzibar
193. Hogna schmitzi Wunderlich, 1992 — Madeira
194. Hogna schreineri (Purcell, 1903) — Namibia, Sudafrica
195. Hogna schultzei (Simon, 1910) — Namibia
196. Hogna senilis (L. Koch, 1877) — Nuovo Galles del Sud (Australia)
197. Hogna simoni Roewer, 1959 — Camerun, Congo, Angola
198. Hogna simplex (L. Koch, 1882) — Isola di Maiorca
199. Hogna sinaia Roewer, 1959 — Egitto
200. Hogna snodgrassi Banks, 1902 — Isole Galapagos
201. Hogna spenceri (Pocock, 1898) — Ruanda, Sudafrica
202. Hogna sternalis (Bertkau, 1880) — Brasile
203. Hogna stictopyga (Thorell, 1895) — India, Myanmar, Singapore
204. Hogna straeleni Roewer, 1959 — Congo, Ruanda, Tanzania
205. Hogna subaustralis (Strand, 1908) — Perù
206. Hogna subligata (L. Koch, 1877) — Queensland (Australia)
207. Hogna subtilis (Bryant, 1942) — Isole Vergini
208. Hogna suprenans (Chamberlin, 1924) — USA
209. Hogna swakopmundensis (Strand, 1916) — Namibia
210. Hogna tantilla (Bryant, 1948) — Hispaniola
211. Hogna ternetzi (Mello-Leitão, 1939) — Paraguay
212. Hogna teteana Roewer, 1959 — Mozambico
213. Hogna thetis (Simon, 1910) — Principe (Golfo di Guinea)
214. Hogna tigana (Gertsch & Wallace, 1935) — USA
215. Hogna timuqua (Wallace, 1942) — USA
216. Hogna tivior (Chamberlin & Ivie, 1936) — Panama
217. Hogna tlaxcalana (Gertsch & Davis, 1940) — Messico
218. Hogna transvaalica (Simon, 1898) — Sudafrica
219. Hogna travassosi (Mello-Leitão, 1939) — Brasile
220. Hogna truculenta (O. P.-Cambridge, 1876) — Egitto
221. Hogna trunca Yin, Bao & Zhang, 1996 — Cina
222. Hogna unicolor Roewer, 1959 — Mozambico
223. Hogna vachoni Caporiacco, 1954 — Guyana Francese
224. Hogna variolosa (Mello-Leitão, 1941) — Argentina
225. Hogna ventrilineata Caporiacco, 1954 — Guyana Francese
226. Hogna volxemi (Bertkau, 1880) — Brasile
227. Hogna vulpina (C. L. Koch, 1847) — Brasile
228. Hogna wallacei (Chamberlin & Ivie, 1944) — USA
229. Hogna watsoni (Gertsch, 1934) — USA
230. Hogna willeyi (Pocock, 1899) — Arcipelago delle Bismarck (Papua Nuova Guinea)
231. Hogna yauliensis (Strand, 1908) — Perù
232. Hogna zorodes (Mello-Leitão, 1942) — Argentina
233. Hogna zuluana Roewer, 1959 — Sudafrica

## Hognoides
Hognoides Roewer, 1960
- Hognoides ukrewea Roewer, 1960[2] - Tanzania
- Hognoides urbanides (Strand, 1907) - Madagascar

## Hyaenosa
Hyaenosa Caporiacco, 1940
- Hyaenosa clarki (Hogg, 1912) — Cina
- Hyaenosa effera (O. P.-Cambridge, 1872) — Africa settentrionale
- Hyaenosa invasa Savelyeva, 1972 — Asia centrale
- Hyaenosa ruandana Roewer, 1960 — Ruanda
- Hyaenosa strandi Caporiacco, 1940[2] — Etiopia

## Hygrolycosa
Hygrolycosa Dahl, 1908
- Hygrolycosa alpigena Yu & Song, 1988 — Cina
- Hygrolycosa rubrofasciata (Ohlert, 1865)[2] — Regione paleartica
- Hygrolycosa strandi Caporiacco, 1948 — Grecia
- Hygrolycosa tokunagai Saito, 1936 — Cina
- Hygrolycosa umidicola Tanaka, 1978 — Giappone, Corea(?)

## Kangarosa
Kangarosa Framenau, 2010
1. Kangarosa alboguttulata (L. Koch, 1878) — Queensland, Nuovo Galles del Sud
2. Kangarosa focarius Framenau, 2010 — Victoria
3. Kangarosa ludwigi Framenau, 2010 — Queensland, Nuovo Galles del Sud
4. Kangarosa nothofagus Framenau, 2010 — Victoria
5. Kangarosa ossea Framenau, 2010 — Queensland
6. Kangarosa pandura Framenau, 2010 — Territorio della Capitale Australiana, Victoria, Nuovo Galles del Sud
7. Kangarosa properipes (Simon, 1909)[2] — Australia occidentale
8. Kangarosa tasmaniensis Framenau, 2010 — Tasmania
9. Kangarosa tristicula (L. Koch, 1877) — Queensland, Nuovo Galles del Sud
10. Kangarosa yannicki Framenau, 2010 — Nuovo Galles del Sud

## Katableps
Katableps Jocqué, Russell-Smith & Alderweireldt, 2011
- Katableps masoala Jocqué, Russell-Smith & Alderweireldt, 2011 — Madagascar
- Katableps perinet Jocqué, Russell-Smith & Alderweireldt, 2011 — Madagascar
- Katableps pudicus Jocqué, Russell-Smith & Alderweireldt, 2011[2] — Madagascar

## Knoelle
Knoelle Framenau, 2006
- Knoelle clara (L. Koch, 1877)[2] — Australia

## Lobizon
Lobizon Piacentini & Grismado, 2009
1. Lobizon corondaensis (Mello-Leitão, 1941)[2] — Argentina
2. Lobizon humilis (Mello-Leitão, 1944) — Argentina
3. Lobizon minor (Mello-Leitão, 1941) — Argentina
4. Lobizon ojangureni Piacentini & Grismado, 2009 — Argentina
5. Lobizon otamendi Piacentini & Grismado, 2009 — Argentina

## Loculla
Loculla Simon, 1910
1. Loculla austrocaspia Roewer, 1955 — Iran
2. Loculla massaica Roewer, 1960 — Tanzania
3. Loculla rauca Simon, 1910[2] — São Tomé 
  - Loculla rauca minor Simon, 1910 — São Tomé
4. Loculla senzea Roewer, 1960 — Congo

## Lycosa
Lycosa Latreille, 1804
1. Lycosa abnormis Guy, 1966 — Africa settentrionale
2. Lycosa accurata (Becker, 1886) — Messico
3. Lycosa adusta Banks, 1898 — Messico
4. Lycosa affinis Lucas, 1846 — Algeria
5. Lycosa anclata Franganillo, 1946 — Cuba
6. Lycosa apacha Chamberlin, 1925 — USA
7. Lycosa approximata (O. P.-Cambridge, 1885) — Yarkand (Cina)
8. Lycosa aragogi Nadolny & Zamani, 2017 — Iran
9. Lycosa arambagensis Biswas & Biswas, 1992 — India
10. Lycosa ariadnae McKay, 1979 — Australia occidentale
11. Lycosa articulata Costa, 1875 — Israele
12. Lycosa artigasi Casanueva, 1980 — Cile
13. Lycosa asiatica Sytshevskaja, 1980 — Tagikistan
14. Lycosa aurea Hogg, 1896 — Australia centrale
15. Lycosa auroguttata (Keyserling, 1891) — Brasile
16. Lycosa australicola (Strand, 1913) — Australia occidentale, Territorio del Nord (Australia)
17. Lycosa australis Simon, 1884 — Cile
18. Lycosa balaramai Patel & Reddy, 1993 — India
19. Lycosa barnesi Gravely, 1924 — India
20. Lycosa baulnyi Simon, 1876 — Africa settentrionale
21. Lycosa bedeli Simon, 1876 — Africa settentrionale
22. Lycosa beihaiensis Yin, Bao & Zhang, 1995 — Cina
23. Lycosa bezzii Mello-Leitão, 1944 — Argentina
24. Lycosa bhatnagari Sadana, 1969 — India
25. Lycosa biolleyi Banks, 1909 — Costa Rica
26. Lycosa bistriata Gravely, 1924 — India, Bhutan
27. Lycosa boninensis Tanaka, 1989 — Taiwan, Giappone
28. Lycosa bonneti Guy & Carricaburu, 1967 — Algeria
29. Lycosa brunnea F. O. P.-Cambridge, 1902 — Costa Rica, Guatemala, Messico
30. Lycosa caenosa Rainbow, 1899 — Nuova Caledonia, Nuove Ebridi
31. Lycosa canescens Schenkel, 1963 — Cina
32. Lycosa capensis Simon, 1898 — Sudafrica
33. Lycosa carbonelli Costa & Capocasale, 1984 — Uruguay
34. Lycosa carmichaeli Gravely, 1924 — India
35. Lycosa cerrofloresiana Petrunkevitch, 1925 — da El Salvador al Panama
36. Lycosa chaperi Simon, 1885 — India, Pakistan
37. Lycosa choudhuryi Tikader & Malhotra, 1980 — India, Cina
38. Lycosa cingara (C. L. Koch, 1847) — Egitto
39. Lycosa coelestis L. Koch, 1878 — Cina, Corea, Giappone
40. Lycosa connexa Roewer, 1960 — Sudafrica
41. Lycosa contestata Montgomery, 1903 — USA
42. Lycosa corallina McKay, 1974 — Australia
43. Lycosa coreana Paik, 1994 — Corea
44. Lycosa cowlei Hogg, 1896 — Australia centrale
45. Lycosa cretacea Simon, 1898 — Africa settentrionale
46. Lycosa dacica (Pavesi, 1898) — Romania
47. Lycosa danjiangensis Yin, Zhao & Bao, 1997 — Cina
48. Lycosa dilatata F. O. P.-Cambridge, 1902 — dal Messico ad El Salvador
49. Lycosa dimota Simon, 1909 — Australia occidentale
50. Lycosa discolor Walckenaer, 1837 — USA
51. Lycosa elysae Tongiorgi, 1977 — Isola di Sant'Elena
52. Lycosa emuncta Banks, 1898 — Messico
53. Lycosa erjianensis Yin & Zhao, 1996 — Cina
54. Lycosa erythrognatha Lucas, 1836 — Brasile, Uruguay, Paraguay, Argentina
55. Lycosa eutypa Chamberlin, 1925 — Panama
56. Lycosa falconensis Schenkel, 1953 — Venezuela
57. Lycosa fasciiventris Dufour, 1835 — Spagna, Marocco
58. Lycosa fernandezi (F. O. P.-Cambridge, 1899) — Isole Juan Fernandez
59. Lycosa ferriculosa Chamberlin, 1919 — USA
60. Lycosa formosana Saito, 1936 — Taiwan
61. Lycosa frigens (Kulczynski, 1916) — Russia
62. Lycosa fuscana Pocock, 1901 — India
63. Lycosa futilis Banks, 1898 — Messico
64. Lycosa geotubalis Tikader & Malhotra, 1980 — India
65. Lycosa gibsoni McKay, 1979 — Australia occidentale
66. Lycosa gigantea (Roewer, 1960) — Sudafrica
67. Lycosa gobiensis Schenkel, 1936 — Mongolia, Cina
68. Lycosa goliathus Pocock, 1901 — India
69. Lycosa grahami Fox, 1935 — Cina
70. Lycosa gravelyi Biswas & Raychaudhuri, 2014 — Bangladesh
71. Lycosa guayaquiliana Mello-Leitão, 1939 — Ecuador
72. Lycosa hawigvittata Barrion, Barrion-Dupo & Heong, 2013 — Cina
73. Lycosa hickmani (Roewer, 1955) — Nuova Guinea, Australia settentrionale
74. Lycosa hildegardae Casanueva, 1980 — Cile
75. Lycosa hispanica (Walckenaer, 1837) — Spagna
  - Lycosa hispanica dufouri (Strand, 1916) — Spagna
76. Lycosa horrida (Keyserling, 1877) — Colombia
77. Lycosa howarthi Gertsch, 1973 — Hawaii
78. Lycosa illicita Gertsch, 1934 — Messico
79. Lycosa immanis L. Koch, 1879 — Russia
80. Lycosa impavida Walckenaer, 1837 — USA
81. Lycosa implacida Nicolet, 1849 — Cile
82. Lycosa indagatrix Walckenaer, 1837 — India, Sri Lanka
83. Lycosa indomita Nicolet, 1849 — Cile
84. Lycosa infesta Walckenaer, 1837 — USA
85. Lycosa injusta Banks, 1898 — Messico
86. Lycosa innocua Doleschall, 1859 — Isola di Ambon (Arcipelago delle Molucche)
87. Lycosa inornata Blackwall, 1862 — Brasile
88. Lycosa insulana (Bryant, 1923) — Barbados
89. Lycosa insularis Lucas, 1857 — Cuba
90. Lycosa intermedialis Roewer, 1955 — Libia
91. Lycosa interstitialis (Strand, 1906) — Algeria
92. Lycosa inviolata Roewer, 1960 — Sudafrica
93. Lycosa iranii Pocock, 1901 — India
94. Lycosa ishikariana (Saito, 1934) — Russia, Giappone
95. Lycosa isolata Bryant, 1940 — Cuba
96. Lycosa jagadalpurensis Gajbe, 2004 — India
97. Lycosa japhlongensis Biswas & Raychaudhuri, 2014 — Bangladesh
98. Lycosa kempi Gravely, 1924 — India, Pakistan, Bhutan, Cina
99. Lycosa koyuga McKay, 1979 — Australia occidentale
100. Lycosa labialis Mao & Song, 1985 — Cina, Corea
101. Lycosa labialisoides Peng et al., 1997 — Cina
102. Lycosa laeta L. Koch, 1877 — Australia orientale
103. Lycosa lambai Tikader & Malhotra, 1980 — India
104. Lycosa langei Mello-Leitão, 1947 — Brasile
105. Lycosa lativulva F. O. P.-Cambridge, 1902 — Guatemala
106. Lycosa lebakensis Doleschall, 1859 — Giava
107. Lycosa leucogastra Mello-Leitão, 1944 — Argentina
108. Lycosa leucophaeoides (Roewer, 1951) — Queensland (Australia)
109. Lycosa leucophthalma Mello-Leitão, 1940 — Argentina
110. Lycosa leucotaeniata (Mello-Leitão, 1947) — Brasile
111. Lycosa liliputana Nicolet, 1849 — Cile
112. Lycosa longivulva F. O. P.-Cambridge, 1902 — Guatemala
113. Lycosa mackenziei Gravely, 1924 — Pakistan, India, Bangladesh
114. Lycosa maculata Butt, Anwar & Tahir, 2006 — Pakistan
115. Lycosa madagascariensis Vinson, 1863 — Madagascar
116. Lycosa madani Pocock, 1901 — India
117. Lycosa magallanica Karsch, 1880 — Cile
118. Lycosa magnifica Hu, 2001 — Cina
119. Lycosa mahabaleshwarensis Tikader & Malhotra, 1980 — India
120. Lycosa masteri Pocock, 1901 — India
121. Lycosa matusitai Nakatsudi, 1943 — dal Giappone alla Micronesia
122. Lycosa maya Chamberlin, 1925 — Messico
123. Lycosa mexicana Banks, 1898 — Messico
124. Lycosa minae (Dönitz & Strand, 1906) — Giappone
125. Lycosa mordax Walckenaer, 1837 — USA
126. Lycosa moulmeinensis Gravely, 1924 — Myanmar
127. Lycosa mukana Roewer, 1960 — Congo
128. Lycosa munieri Simon, 1876 — Africa settentrionale
129. Lycosa muntea (Roewer, 1960) — Congo
130. Lycosa niceforoi Mello-Leitão, 1941 — Colombia
131. Lycosa nigricans Butt, Anwar & Tahir, 2006 — Pakistan
132. Lycosa nigromarmorata Mello-Leitão, 1941 — Colombia
133. Lycosa nigropunctata Rainbow, 1915 — Australia meridionale
134. Lycosa nigrotaeniata Mello-Leitão, 1941 — Colombia
135. Lycosa nigrotibialis Simon, 1884 — India, Bhutan, Myanmar
136. Lycosa nilotica Audouin, 1826 — Egitto
137. Lycosa nordenskjoldi Tullgren, 1905 — Brasile, Bolivia
138. Lycosa oculata Simon, 1876 — Mediterraneo occidentale
139. Lycosa ovalata Franganillo, 1930 — Cuba
140. Lycosa pachana Pocock, 1898 — Africa centrale e meridionale
141. Lycosa palliata Roewer, 1960 — Sudafrica
142. Lycosa pampeana Holmberg, 1876 — Paraguay, Argentina
143. Lycosa paranensis Holmberg, 1876 — Brasile, Argentina
144. Lycosa parvipudens Karsch, 1881 — Isole Gilbert (Kiribati)
145. Lycosa patagonica Simon, 1886 — Cile
146. Lycosa pavlovi Schenkel, 1953 — Cina
147. Lycosa perkinsi Simon, 1904 — Hawaii
148. Lycosa perspicua Roewer, 1960 — Sudafrica
149. Lycosa philadelphiana Walckenaer, 1837 — USA
150. Lycosa phipsoni Pocock, 1899 — dall'India alla Cina, Taiwan
  - Lycosa phipsoni leucophora (Thorell, 1887) — Myanmar
151. Lycosa pia (Bösenberg & Strand, 1906) — Giappone
152. Lycosa picta Biswas & Raychaudhuri, 2014 — Bangladesh
153. Lycosa pictipes (Keyserling, 1891) — Brasile, Argentina
154. Lycosa pictula Pocock, 1901 — India
155. Lycosa pintoi Mello-Leitão, 1931 — Brasile
156. Lycosa piochardi Simon, 1876 — Siria
  - Lycosa piochardi infraclara (Strand, 1915) — Israele
157. Lycosa poliostoma (C. L. Koch, 1847) — Brasile, Paraguay, Uruguay, Argentina
158. Lycosa poonaensis Tikader & Malhotra, 1980 — India
159. Lycosa porteri Simon, 1904 — Cile
160. Lycosa praegrandis C. L. Koch, 1836 — dalla Grecia all'Asia centrale
  - Lycosa praegrandis discoloriventer Caporiacco, 1949 — Albania
161. Lycosa praestans Roewer, 1960 — Botswana
162. Lycosa proletarioides Mello-Leitão, 1941 — Argentina
163. Lycosa prolifica Pocock, 1901 — India
164. Lycosa pulchella (Thorell, 1881) — Nuova Guinea, Arcipelago delle Bismarck (Papua Nuova Guinea)
165. Lycosa punctiventralis (Roewer, 1951) — Messico
166. Lycosa quadrimaculata Lucas, 1858 — Gabon
167. Lycosa rimicola Purcell, 1903 — Sudafrica
168. Lycosa ringens Tongiorgi, 1977 — Isola di Sant'Elena
169. Lycosa rostrata Franganillo, 1930 — Cuba
170. Lycosa rufisterna Schenkel, 1953 — Cina
171. Lycosa russea Schenkel, 1953 — Cina
172. Lycosa sabulosa (O. P.-Cambridge, 1885) — Yarkand (Cina)
173. Lycosa salifodina McKay, 1976 — Australia occidentale
174. Lycosa salvadorensis Kraus, 1955 — El Salvador
175. Lycosa separata (Roewer, 1960) — Mozambico
176. Lycosa septembris (Strand, 1906) — Etiopia
177. Lycosa sericovittata Mello-Leitão, 1939 — Brasile
178. Lycosa serranoa Tullgren, 1901 — Cile
179. Lycosa shahapuraensis Gajbe, 2004 — India
180. Lycosa shaktae Bhandari & Gajbe, 2001 — India
181. Lycosa shansia (Hogg, 1912) — Cina, Mongolia
182. Lycosa shillongensis Tikader & Malhotra, 1980 — India
183. Lycosa signata Lenz, 1886 — Madagascar
184. Lycosa signiventris Banks, 1909 — El Salvador, Costa Rica
185. Lycosa sigridae (Strand, 1917) — Messico
186. Lycosa similis Banks, 1892 — USA
187. Lycosa singoriensis (Laxmann, 1770) — Regione paleartica
188. Lycosa sochoi Mello-Leitão, 1947 — Brasile
189. Lycosa storeniformis Simon, 1910 — Guinea-Bissau
190. Lycosa subfusca F. O. P.-Cambridge, 1902 — Messico, Costa Rica
191. Lycosa suboculata Guy, 1966 — Africa settentrionale
192. Lycosa suzukii Yaginuma, 1960 — Russia, Cina, Corea, Giappone
193. Lycosa sylvatica (Roewer, 1951) — Algeria
194. Lycosa tarantula (Linnaeus, 1758)[2] — Europa sudorientale, Mediterraneo, Vicino Oriente
  - Lycosa tarantula carsica Caporiacco, 1949 — Italia
  - Lycosa tarantula cisalpina Simon, 1937 — Francia
195. Lycosa tarantuloides Perty, 1833 — Brasile
196. Lycosa tasmanicola Roewer, 1960 — Tasmania
197. Lycosa teranganicola (Strand, 1911) — Isole Aru (Indonesia)
198. Lycosa terrestris Butt, Anwar & Tahir, 2006 — Pakistan
199. Lycosa tetrophthalma Mello-Leitão, 1939 — Paraguay
200. Lycosa thoracica Patel & Reddy, 1993 — India
201. Lycosa thorelli (Keyserling, 1877) — dalla Colombia all'Argentina
202. Lycosa tista Tikader, 1970 — India
203. Lycosa transversa F. O. P.-Cambridge, 1902 — Guatemala
204. Lycosa trichopus (Roewer, 1960) — Afghanistan
205. Lycosa tula (Strand, 1913) — Australia occidentale
206. Lycosa u-album Mello-Leitão, 1938 — Argentina
207. Lycosa vachoni Guy, 1966 — Algeria
208. Lycosa vellutina Mello-Leitão, 1941 — Colombia
209. Lycosa ventralis F. O. P.-Cambridge, 1902 — Messico
210. Lycosa vittata Yin, Bao & Zhang, 1995 — Cina
211. Lycosa wadaiensis Roewer, 1960 — Ciad
212. Lycosa wangi Yin, Peng & Wang, 1996 — Cina
213. Lycosa woonda McKay, 1979 — Australia occidentale
214. Lycosa wroughtoni Pocock, 1899 — India
215. Lycosa wulsini Fox, 1935 — Cina
216. Lycosa yalkara McKay, 1979 — Australia occidentale
217. Lycosa yerburyi Pocock, 1901 — Sri Lanka
218. Lycosa yizhangensis Yin, Peng & Wang, 1996 — Cina
219. Lycosa yunnanensis Yin, Peng & Wang, 1996 — Cina

## Lycosella
Lycosella Thorell, 1890
- Lycosella annulata Simon, 1900 — Hawaii
- Lycosella minuta Thorell, 1890 — Sumatra
- Lycosella spinipes Simon, 1900 — Hawaii
- Lycosella tenera Thorell, 1890[2]  — Sumatra
  - Lycosella tenera bisulcata Thorell, 1890 — Sumatra

## Lysania
Lysania Thorell, 1890
- Lysania deangia Li, Wang & Zhang, 2013 — Cina
- Lysania prolixa Malamel, Sankaran, Joseph & Sebastian, 2015 — India
- Lysania pygmaea Thorell, 1890[2] — Cina, Malesia
- Lysania sabahensis Lehtinen & Hippa, 1979 — Borneo

## Mainosa
Mainosa Framenau, 2006
- Mainosa longipes (L. Koch, 1878)[2] — Australia occidentale, Australia meridionale

## Malimbosa
Malimbosa Roewer, 1960
- Malimbosa lamperti Strand, 1906[2] — Africa occidentale

## Margonia
Margonia Hippa & Lehtinen, 1983
- Margonia himalayensis (Gravely, 1924)[2] — India

## Megarctosa
Megarctosa Caporiacco, 1948
1. Megarctosa aequioculata (Strand, 1906) — Etiopia
2. Megarctosa argentata (Denis, 1947) — Africa settentrionale
3. Megarctosa bamiana Roewer, 1960 — Afghanistan
4. Megarctosa caporiaccoi Roewer, 1960 — Camerun
5. Megarctosa gobiensis (Schenkel, 1936) — Mongolia
6. Megarctosa melanostoma (Mello-Leitão, 1941) — Argentina
7. Megarctosa naccai Caporiacco, 1948[2] — Grecia

## Melecosa
Melecosa Marusik, Omelko & Koponen, 2015
- Melecosa alpina (Marusik, Azarkina & Koponen, 2004)[2] - Kazakistan, Kirghizistan e Cina

## Melocosa
Melocosa Gertsch, 1937
- Melocosa fumosa (Emerton, 1894)[2] — USA, Canada, Alaska
- Melocosa gertschi Mello-Leitão, 1947 — Brasile

## Minicosa
Minicosa Alderweireldt & Jocqué, 2007
- Minicosa neptuna Alderweireldt & Jocqué, 2007[2] — Sudafrica

## Molitorosa
Molitorosa Roewer, 1960
- Molitorosa molitor (Bertkau, 1880)[2] — Brasile

## Mongolicosa
Mongolicosa Marusik, Azarkina & Koponen, 2004
1. Mongolicosa buryatica Marusik, Azarkina & Koponen, 2004 — Russia
2. Mongolicosa glupovi Marusik, Azarkina & Koponen, 2004[2] — Russia
3. Mongolicosa gobiensis Marusik, Azarkina & Koponen, 2004 — Mongolia
4. Mongolicosa mongolensis Marusik, Azarkina & Koponen, 2004 — Mongolia
5. Mongolicosa przhewalskii Fomichev & Marusik, 2017 — Mongolia
6. Mongolicosa pseudoferruginea (Schenkel, 1936) — Cina
7. Mongolicosa songi Marusik, Azarkina & Koponen, 2004 — Mongolia, Cina
8. Mongolicosa uncia Fomichev & Marusik, 2017 — Mongolia

## Mustelicosa
Mustelicosa Roewer, 1960
- Mustelicosa dimidiata (Thorell, 1875)[2] — Russia, Ucraina, Turkmenistan, Mongolia, Cina
- Mustelicosa ordosa (Hogg, 1912) — Cina

## Navira
Navira Piacentini & Grismado, 2009
- Navira naguan Piacentini & Grismado, 2009[2] - Argentina

## Notocosa
Notocosa Vink, 2002
- Notocosa bellicosa (Goyen, 1888)[2] — Nuova Zelanda

## Nukuhiva
Nukuhiva Berland, 1935
- Nukuhiva adamsoni (Berland, 1933)[2] — isole Marchesi

## Oculicosa
Oculicosa Zyuzin, 1993
- Oculicosa supermirabilis Zyuzin, 1993[2] — Kazakistan, Turkmenistan, Uzbekistan

## Ocyale
Ocyale Audouin, 1826
1. Ocyale dewinterae Alderweireldt, 1996 — Malawi, Namibia
2. Ocyale discrepans Roewer, 1960 — Etiopia
3. Ocyale fera Strand, 1908 — Madagascar
4. Ocyale grandis Alderweireldt, 1996 — Togo, Congo, Namibia
5. Ocyale guttata (Karsch, 1878) — dalla Tanzania al Sudafrica
6. Ocyale huachoi (Mello-Leitão, 1942) — Perù
7. Ocyale kalpiensis Gajbe, 2004 — India
8. Ocyale kumari Dyal, 1935 — Pakistan
9. Ocyale lanca (Karsch, 1879) — Sri Lanka
10. Ocyale pelliona (Audouin, 1826) — Africa settentrionale
11. Ocyale pilosa (Roewer, 1960) — dall'Africa occidentale alla Birmania
12. Ocyale qiongzhongensis Yin & Peng, 1997 — Cina

## Orinocosa
Orinocosa Chamberlin, 1916
1. Orinocosa aymara Chamberlin, 1916[2] — Perù
2. Orinocosa celerierae Cornic, 1976 — Costa d'Avorio
3. Orinocosa guentheri (Pocock, 1899) — Iran
4. Orinocosa hansi (Strand, 1916) — Africa meridionale
5. Orinocosa paraguensis (Gertsch & Wallace, 1937) — Paraguay
6. Orinocosa priesneri Roewer, 1959 — Egitto
7. Orinocosa pulchra Caporiacco, 1947 — Guyana
8. Orinocosa securifer (Tullgren, 1905) — Argentina
9. Orinocosa tropica Roewer, 1959 — Uganda

## Ovia
Ovia Sankaran, Malamel & Sebastian, 2017
- Ovia procurva (Yu & Song, 1988)[2] - India, Cina, Taiwan